# Phyllonorycter scitulella
Phyllonorycter scitulella là một loài bướm đêm thuộc họ Gracillariidae. Nó được tìm thấy ở Cộng hòa Séc to Bồ Đào Nha, Ý và Hy Lạp và from Pháp to Ukraina.
Ấu trùng ăn Quercus pubescens. Chúng ăn lá nơi chúng làm tổ. They create a lower surface, tentiform mine, with one strong fold trong lower epidermis. Pupation takes place withtrong mine in a cocoon that is almost entirely covered with frass.